# Hiroshi Hamaya
Hiroshi Hamaya (Tokyo, 28 marzo 1915 – Ōiso, 6 marzo 1999) è stato un fotografo giapponese.

## Biografia
Suo padre era un poliziotto. Ebbe qualche problema con la formazione scolastica dato che cambiò scuola molte volte.
Iniziò ad avere familiarità con la fotografia a 15 anni quando gli regalarono una Kodak Brownie 2 che qualche anno dopo, nel 1935, 
sostituì con una Leica I. Autodidatta, lavorò come professionista free lance dal 1937 fino al 1960, anche se saltuariamente fece parte di alcune agenzie ed ebbe incarichi anche governativi, in particolare nel corso della Seconda guerra sino-giapponese e nel corso della Seconda guerra mondiale, quando fu inviato in Manciukuò.
Nel 1948 sposò Asa (1910-1985), vedova di guerra e figlia di un banchiere con cui non ha avuto figli.

Nel 1950 acquistò la nuova Leica III con l'aiuto di sua moglie.
La svolta alla sua carriera giunse nel 1960 quando, primo fotografo asiatico, venne assunto dalla Magnum Photos, attraverso la quale realizzerà molti servizi in giro per il mondo, non tutti fino ad oggi pubblicati.

Molte saranno anche le mostre a cui prenderà parte e molti i libri fotografici pubblicati. In particolare da ricordare: Yukiguni (Il paese delle nevi, 1956, titolo che si richiama all'omonimo libro di Yasunari Kawabata), Ura Nihon: hamaya hiroshi shashinshū (1957) e Hiroshi Hamaya: My Fifty Years of Photography (1982).
Nel 1997 divenne socio onorario della Royal Photographic Society.
Muore nel 1999 in seguito ad una polmonite.